# Fango, sudore e polvere da sparo
Fango, sudore e polvere da sparo (The Culpepper Cattle Company) è un film statunitense del 1972 diretto da Dick Richards.

## Trama
L'adolescente Ben Mokridge si unisce alla compagnia di allevamento di un ex bandito nella speranza di diventare un vero cowboy. Mentre partecipa a una grande spedizione di bestiame, si rende conto molto presto che il suo lavoro comporta molte difficoltà e pericoli.

## Produzione
Il film è tipico dell '"iperrealismo" di molti western revisionisti dei primi anni Settanta. È particolarmente noto per la sua fotografia sgranata e l'uso del viraggio seppia in alcune scene.

## Distribuzione
Il film è stato proiettato come parte della selezione ufficiale al Festival Internazionale del Cinema di San Sebastiàn del 1972.